# Лимеж
Лимеж — село в Чердынском районе Пермского края. Входит в состав Рябининского сельского поселения.

## Географическое положение
Деревня Лимеж на реке Лимеж упоминается уже в 1624 году в переписной книге Ивана Кайсарова.
Расположено на левом берегу реки Лычевка, примерно в 42 км к юго-западу от центра поселения, посёлка Рябинино, и в 52 км к юго-западу от районного центра, города Чердынь.

## Население
| 2010 |
| ---- |
| 21   |

## Улицы[2]
- Полевая ул.
- Трактовая ул.

## Топографические карты
- Лист карты P-40-137,138 Курган. Масштаб: 1 : 100 000. Состояние местности на 1982 год. Издание 1988 г.